# A New Day... Live in Las Vegas
A New Day... Live in Las Vegas – pierwszy anglojęzyczny koncertowy album Céline Dion, wydany 14 czerwca 2004 roku.
Na krążku znajduje się trzynaście utworów zarejestrowanych podczas występów Dion w trakcie show A New Day... w Las Vegas a także dwie wcześniej nie publikowane piosenki w wersjach studyjnych - You and I oraz Ain't Gonna Look the Other Way. Francuska edycja płyty zawiera jeszcze dodatkowo studyjną wersję utworu Contre nature. Album został także wydany z płytą DVD zawierającą 45-minutowy film dokumentalny zatytułowany One Year... One Heart. 
Płyta zawiera pięć wykonywanych na żywo przez Dion utworów które nie znajdowały się na jej wcześniejszych wydawnictwach: Fever, I've Got the World on a String, I Wish, If I Could oraz What a Wonderful World. Studyjne wersje ostatnich dwóch utworów zostały umieszczone na wydanym jesienią 2004 albumie Miracle. 
Album był promowany radiowym singlem You and I. Do utworu nakręcono teledysk na międzynarodowym porcie lotniczym w Toronto. Piosenka była także wykorzystywana w kampanii reklamowej linii lotniczych Air Canada jednak nigdy nie została wydana na singlu komercyjnym.

## Lista utworów
| #                                          | Tytuł                                             | Autorzy                          | Czas trwania |
| ------------------------------------------ | ------------------------------------------------- | -------------------------------- | ------------ |
| 1.                                         | Nature Boy                                        | E. Ahbez                         | 4:13         |
| 2.                                         | It's All Coming Back to Me Now                    | J. Steinman                      | 3:37         |
| 3.                                         | Because You Loved Me                              | D. Warren                        | 2:28         |
| 4.                                         | I'm Alive                                         | K. Lundin, A. Carlsson           | 4:15         |
| 5.                                         | If I Could                                        | K. Hirsh, M. Sharron, R. Miller  | 5:15         |
| 6.                                         | At Last                                           | M. Gordon, H. Warren             | 3:29         |
| 7.                                         | Fever                                             | J. Davenport, E. Cooley          | 2:52         |
| 8.                                         | I've Got the World on a String                    | T. Koehler, H. Arlen             | 2:23         |
| 9.                                         | Et je t'aime encore                               | J.J. Goldman, J. Kapler          | 4:42         |
| 10.                                        | I Wish                                            | S. Wonder                        | 4:13         |
| 11.                                        | I Drove All Night                                 | B. Steinberg, T. Kelly           | 4:47         |
| 12.                                        | My Heart Will Go On                               | J. Horner, W. Jennings           | 5:24         |
| 13.                                        | What a Wonderful World                            | G. D. Weiss, B. Thiele           | 4:47         |
| 14.                                        | You and I (studio recording)                      | A. Nova, J. Duval                | 4:05         |
| 15.                                        | Ain't Gonna Look the Other Way (studio recording) | T. Ackerman, A. Bagge, P. Astrom | 4:24         |
| Utwór bonusowy na francuskiej edycji płyty |                                                   |                                  |              |
| 16.                                        | Contre nature (studio recording)                  | J. Veneruso                      | 4:10         |

## Certyfikaty i sprzedaż
| Kraj              | Certyfikat  | Sprzedaż | Najwyższa pozycja |
| ----------------- | ----------- | -------- | ----------------- |
| Austria           | -           | -        | 21                |
| Belgia (Flandria) | -           | -        | 7                 |
| Belgia (Walonia)  | -           | -        | 4                 |
| Brazylia          | -           | 19 000   | -                 |
| Europa            | -           | -        | 18                |
| Finlandia         | -           | -        | 13                |
| Francja           | -           | 50 000   | 9                 |
| Grecja            | złota płyta | 30 000   | 1                 |
| Holandia          | -           | -        | 12                |
| Kanada            | -           | 50 000   | 2                 |
| Niemcy            | -           | -        | 20                |
| Portugalia        | -           | 7 000    | 12                |
| Stany Zjednoczone | złota płyta | 500 000  | 10                |
| Szwajcaria        | -           | -        | 13                |
| Wielka Brytania   | -           | 60 000   | 22                |
| Włochy            | -           | 25 000   | 30                |